# Lottia edmitchelli
Lottia edmitchelli is een slakkensoort uit de familie van de Lottiidae. De wetenschappelijke naam van de soort is voor het eerst geldig gepubliceerd in 1963 door Lipps.